# Isku Areena
Die Isku Areena ist eine Eissporthalle in der finnischen Stadt Lahti. Sie wird hauptsächlich für Eishockey genutzt und ist die Heimspielstätte des Eishockeyvereins Pelicans. Sie wurde 1973 eröffnet und bietet Platz für 5.098 Zuschauer. Die Arena liegt wenige hundert Meter vom Stadion Lahti und den Salpausselkä-Schanzen entfernt.